# Йовчев, Йовче Смилов
Йовчев, Йовче Смилов (Смилович) (15 июля 1902, Мыглиж, Старозагорская область, Болгария — 23 октября 1990, София, Болгария) — советский и болгарский геолог, в 1947—1969 годах руководивший геолого-разведочной службой Болгарии, академик Академии наук Болгарии.

## Биография
Родился в селе Мыглиж, Старозагорская область, Болгария.
Работал школьным учителем, член компартии Болгарии с 1920 года. Участник «Сентябрьского восстания» 1923 года — неудачной попытки коммунистического переворота в Болгарии. В период с 1922 по 1926 год неоднократно арестовывался. В 1927 году был вынужден перейти на нелегальное положение и по решению ЦК БКП через Турцию иммигрировал в СССР. По указанию Заграничного бюро ЦК БКП вызван в Москву, где впервые встречается с известными болгарскими коммунистами (Георгий Димитров, Васил Коларов, Гаврил Генов, Станке Димитров и Георгий Дамянов).
В 1928 году выходит постановление ЦК ВКП (б) о воспитании социалистических кадров с высшим образованием в области науки, техники и производства. Поднят вопрос о наборе студентов из рядов молодых коммунистов с большим партийным стажем, так называемых «парттысячников». Вместе с 40 другими «парттысячниками» (среди которых, в частности, был Е. П. Славский), Й. Йовчев поступает в Московскую горную академию. Обучается на геологоразведочном факультете по специальности «инженер-геологоразведчик». После разделения МГА на шесть вузов в 1930 году его переводят в Московский геологоразведочный институт, который Й. Йовчев оканчивает в 1931 году.
При поддержке и по рекомендации Заграничного бюро ЦК БКП его назначают руководителем группы по изучению редкоземельных элементов при Главном управлении по геологии СССР. Одновременно он ведет научную работу в ИПМ (впоследствии ВИМС). В 1931—1932 годах экспедиции под его руководством ведут успешные поиски редкоземельных и других полезных ископаемых в различных районах страны: на Кольском полуострове — циркон, в Средней Азии — уран, радий, на Южном Урале — монацит, уран, торий, золото. Крупную комплексную экспедицию по разведке монацитового месторождения он возглавил в Восточном Забайкалье. В 1933—1934 годах Йовчев руководил совместной экспедицией ИПМ и ВСЕГЕИ в Забайкалье, на Алтае, в Западных Саянах (открыты месторождения тантала, ниобия, вольфрама). В специальном секторе ГГРУ он руководил секцией редких, рассеянных и радиоактивных элементов.
В 1937 году арестован и после осуждения 25 мая 1938 года отправлен на Колыму, где работал сначала на лесоповале, а затем геологом (съемщиком-поисковиком) по нерудным полезным ископаемым. Сыграл важную роль в обеспечении сырьем местного производства стеклянной продукции (посёлок Стекольный).
В 1945 году при формировании нового коммунистического правительства страны Георгий Димитров через ЦК КПСС поднимает вопрос перед советским правительством о возвращении Й. Йовчева в Болгарию. Йовчева освобождают, в 1947 году он возвращается на родину. Там ему были обозначены задачи, связанные с экономическим развитием страны. Особое внимание уделялось развитию сырьевой и энергетической баз как определяющих факторов для развития металлургии, химической промышленности, строительства и всей страны в целом. Для их воплощения в жизнь на Й. Йовчева было возложено руководство Дирекцией по геологическим и горным изысканиям. Более 20 лет он возглавлял самую крупную в стране геологическую организацию — Главное Управление по геологии и охране земных недр, впоследствии переименованное в Комитет по геологии при Совете Министров Народной Республики Болгария.
В 1952 году Й. Йовчев избран членом-корреспондентом Академии наук Болгарии, а с 1958 года он — постоянный член БАН (академик). Начиная с 1960 года, Й. Йовчев также возглавлял НИИ геологии. После выхода на пенсию в 1969 году Й. Йовчев продолжил свою общественную и научную деятельность. В своём родном городе Мыглиж создал геологический музей, куда в 1984 году передал свою уникальную коллекцию, насчитывающую более 1000 экспонатов.

## Научная и практическая деятельность
За первые четыре года (1948—1952), которые Й. Йовчев возглавлял геологическую службу страны, была произведена полная реорганизация геологической службы, создано принципиально новое управленческое и производственное ядро, произведена полная переоценка основных рудных месторождений районов, ранее считавшихся неперспективными. Эта переоценка позволила развернуть полномасштабные геологоразведочные работы на железные руды в Ямбольском, Троянском, Михайловградском и Кремиковском районе. Изучен целый комплекс полезных ископаемых: медь (Бургас, Странджа, Панагюрский Балкан, Враца), марганец (Варна), свинцово-цинковые руды (Родопы), каменный уголь (Бобов Дол, Пирин, Черноморский и Николаевский бассейны), лигнитные угли (Марица-запад, Марица-восток) и др. Большое внимание уделялось разведке месторождений гипса, каолина, огнеупорного сырья и других нерудных полезных ископаемых и строительных материалов. После открытия в 1951 году первого нефтяного месторождения в Болгарии появилась обоснованная программа изучения Северной Болгарии на предмет обнаружения перспективных нефтегазовых площадей. Результатом явилось открытие месторождений Долен, Дыбник и Гичен.
Основные труды посвящены проблемам методики поисков и разведки полезных ископаемых. Й. Йовчев автор множества монографий и статей, а его труд в пяти томах «Полезные ископаемые Болгарии» (1960—1961) до сих пор является одним из основополагающих документов в современной геологии Болгарии.

## Признание
Лауреат Димитровской премии (1959) — за разведку и изучение качества руд Kремиковицкого железорудного месторождения.
За заслуги в развитии минерально-сырьевой базы Болгарии Й. Йовчев награждён пятью орденами Георгия Димитрова (1951, 1959, 1962, 1969, 1972), кавалер ордена «Кирилл и Мефодий» первой степени (1985).
В СССР его деятельность отмечена званием «Почетный разведчик недр».